# Erwin Rommel
Johannes Erwin Eugen Rommel (15. listopadu 1891 Heidenheim an der Brenz – 14. října 1944 Herrlingen), známý též jako Pouštní liška (německy Wüstenfuchs čili Fenek, případně anglicky The Desert Fox), byl německý voják a vojevůdce, polní maršál považovaný za jednoho z nejlepších polních taktiků druhé světové války. Hodnosti generál polní maršál dosáhl jakožto nejmladší ze všech generálů nacistického Německa.
Do německé armády vstoupil v roce 1910 a bojoval v první světové válce, během níž byl povýšen na kapitána. Později se proslavil jako velitel 7. tankové divize během tažení Francií (1940) ve druhé světové válce, jako velitel Afrikakorpsu v bojích o severní Afriku a nakonec jako inspektor Atlantického valu a jeden z velitelů čelících spojeneckému vylodění v Normandii. Po neúspěšném atentátu na Hitlera v roce 1944 byl donucen kvůli stykům s atentátníky spáchat sebevraždu.
Jeho obraz visí na Stěně největších tankových velitelů amerického Pattonova muzea jezdectva a tankových vojsk, která má symbolizovat pět nejlepších tankových velitelů historie: Mošeho Peleda, George Pattona, Creightona Abramse, Jisra'ela Tala a Erwina Rommela.

## Mládí
Rommel se narodil 15. listopadu 1891 v Heidenheimu an der Brenz jako druhý syn ředitele gymnázia v Aalen Erwina Rommela († 5. prosince 1913) a dcery významného württenberského politika Helene von Luz. Měl tři sourozence: Gerharda, Helene a Karla. Podle vlastních údajů prožil obzvlášť příjemné dětství, když si každý den mohl hrát v rozlehlé rodinné zahradě. Mladý Rommel se chtěl stát leteckým inženýrem (už ve čtrnácti letech zkonstruoval Rommel spolu s kamarádem letuschopný kluzák),[zdroj?] ale otec ho postavil před jednoznačnou volbu: buď se stane po jeho vzoru učitelem, nebo důstojníkem. Po ukončení studia na reálném gymnáziu ve Schwäbisch Gmündu v roce 1910 nastoupil jako kadet k místnímu 6. württemberskému pěšímu pluku König Wilhelm I. č. 124 ve Weingartenu. Po třech měsících byl povýšen na desátníka a po dalších šesti na četaře. V březnu 1911 byl poslán na důstojnickou školu ve městě Gdaňsku. O rok později dokončil vojenskou školu (Kriegsschule) a následovalo povýšení na poručíka. Během působení v Gdaňsku se seznámil i s budoucí manželkou Lucií Marií Mollin, se kterou se roku 1915 veřejně zasnoubil a o rok později oženil. Vedle syna Manfreda (1928–2013) – pozdějšího stuttgartského starosty – měl i nemanželskou dceru Gertrud se svojí další, dvacetiletou láskou Walburgou Stemmer, což dlouho držel v tajnosti.

## První světová válka

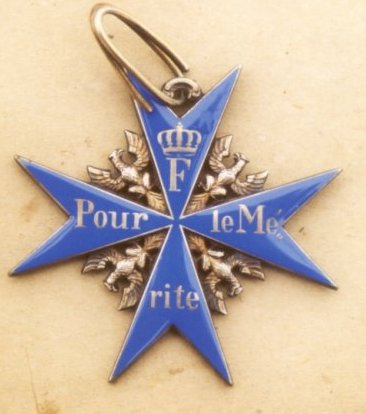
Vyznamenání Pour le mérite z první světové války

Na počátku 1. světové války byl Rommelův pluk povolán na západní frontu (stalo se tak 2. srpna 1914). Rommel však setrval ještě v kasárnách, kde čekal na posily, k pluku se připojil až o několik dní později. Dne 3. srpna sdělil své sestře, že má nemanželskou dceru, jejíž matce má být v případě smrti vyplacena jeho pojistka, a žádal ji, aby jí pomáhala, pokud by padl.
Rommel bojoval postupně na západní frontě, v Rumunsku a na italské frontě. Od počátku projevoval nekonvenční myšlení a velkou odvahu, za což byl vyznamenán železným křížem II. třídy. V září 1914 byl zraněn na noze, když se poté, co mu došly náboje, sám s bajonetem vrhl na tři Francouze.[zdroj?]
Na konci roku 1916 byl přeložen k Württemberskému horskému praporu, součásti Deutsches Alpenkorps (Německého alpského sboru), s nímž bojoval na východní frontě v oblasti Sedmihradska proti Rumunům. V květnu 1917 následoval přesun na italskou frontu. V bitvě u Caporetta se účastnil útoku na klíčový bod italských pozic Monte Matajur (říjen 1917), který se svými muži i přes přesilu obránců dobyl, a zajal několik tisíc Italů. Za tento úspěch bylo předem přislíbeno udělení nejvyššího německého vojenského vyznamenání Pour le Mérite, ovšem došlo k omylu a byl vyznamenán jiný velitel, který dobyl jiný vrchol. Po Rommelově rozhořčeném protestu bylo vyznamenání uděleno i jemu.
V lednu 1918 byl Rommel z fronty odvolán a přidělen do štábní funkce na Generálním velitelství zvláštního nasazení č. 64. Dne 18. října 1918 byl povýšen do hodnosti kapitána.

## Meziválečné období

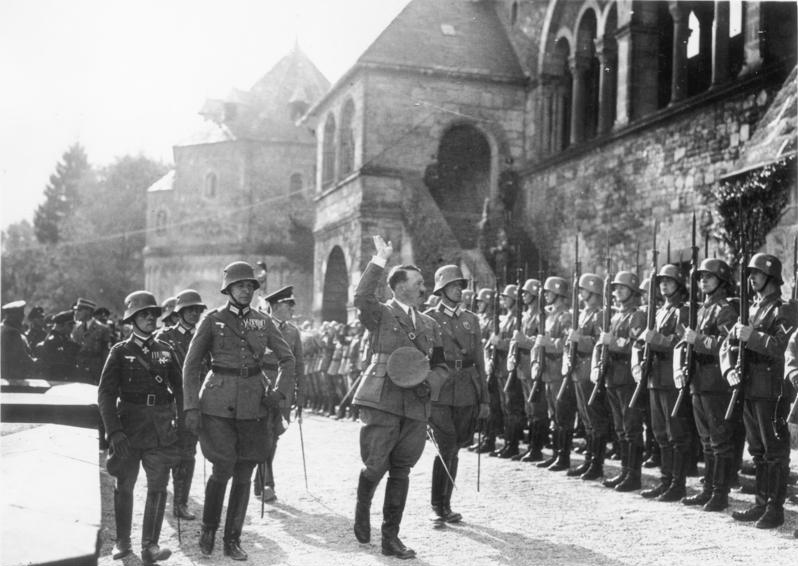
Rommel a Adolf Hitler při přehlídce vojáků v Goslaru, 1934

I po válce zůstal Rommel u vojska a působil v nově formovaném Reichswehru, zpočátku jako velitel zabezpečovací roty č. 32, nasazené při nekrvavém potlačování levicových nepokojů v poválečném Německu.
Mezi 1. lednem 1921 a 1. říjnem 1929 sloužil jako velitel střelecké roty u pěšího pluku č. 13 ve Stuttgartu. Od 1. října 1929 do 1. října 1933 sloužil jako učitel pěchotní taktiky na pěchotní škole v Drážďanech, poté byl povýšen do hodnosti majora a stal se velitelem horského III. praporu pěšího pluku č. 17 v Goslaru. Zde se 30. září 1934 poprvé setkal s Adolfem Hitlerem, když se jeho prapor účastnil přehlídky při příležitosti dožínkových oslav. Tehdy jejich kontakt nepřekročil rámec služebního setkání hlavy státu s důstojníkem zastávajícím relativně nedůležitou funkci.
V roce 1935 byl povýšen na podplukovníka a 15. října se stal učitelem taktiky na pěchotní škole v Postupimi. Kromě toho byl v únoru 1937 pověřen říšským ministerstvem války funkcí styčného důstojníka Wehrmachtu u vedení Hitlerjugend; měl dohlížet na vojenský výcvik mladých. V témže roce vydal publikaci Infanterie greift an (Pěchota útočí), v níž shrnul své zkušenosti pěchotního taktika první světové války. Kniha získala pozornost širokých čtenářských kruhů včetně Adolfa Hitlera, který začal Rommela pověřovat občasnými úkoly zvláštní povahy při zajišťování vlastní bezpečnosti (např. v září 1937 při sjezdu NSDAP v Norimberku) nebo velení vůdcovu doprovodnému praporu během vstupu německých vojsk do Rakouska, Sudet, Prahy a Memelu. V říjnu 1938 byl na žádost von Schiracha odvolán z Hitlerjugend, neboť podle jejího vedení nebyl žádným nacistou a příliš potlačoval nacistickou ideologickou výchovu ve prospěch vojenského výcviku.
Poté se stal plukovníkem a mezi 10. listopadem 1938 a 22. srpnem 1939 zastával funkci velitele Vojenské akademie Marie Terezie ve Vídeňském Novém Městě v okupovaném Rakousku (tzv. Ostmark). Dne 1. srpna 1939 byl povýšen do hodnosti generálmajora a 23. srpna byl opět pověřen velením vůdcova hlavního stanu (funkci krátce zastával již v březnu). Zde získal četné kontakty na tehdejší vedoucí osobnosti německého politického života, například na Josepha Goebbelse.

## Druhá světová válka

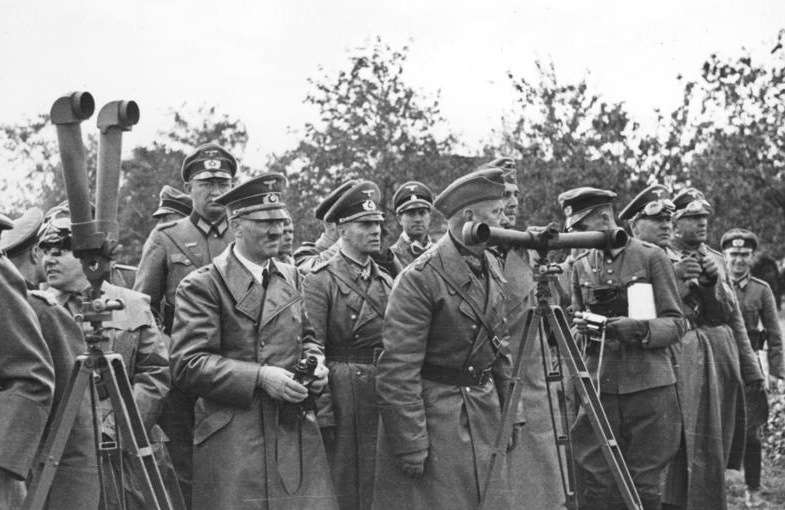
Rommel a Hitler 1. září 1939 během invaze do Polska

Ve funkci velitele vůdcova hlavního stanu ho zastihl i počátek druhé světové války a postupem času stále více propadal Hitlerovu vlivu. Po ukončení polského tažení, během nějž dbal na Hitlerovu bezpečnost při návštěvách fronty, požádal o velení divize, pokud možno tankové. Ačkoliv armádní personální úřad vyslovil nesouhlas a poukázal na absenci jakékoli Rommelovy zkušenosti s tankovým bojem a zdůraznil jeho mimořádné zkušenosti a způsobilost velet divizi horské pěchoty, blízký vztah s Hitlerem mu v únoru 1940 umožnil převzít velení 7. obrněné divize, vyzbrojené převážně československými tanky Panzer 38(t). V této době byl bezvýhradným Hitlerovým ctitelem a kolegy důstojníky často zdravil nacistickým pozdravem Heil Hitler!. Právě v této době získal pověst „nacistického generála“ a sám se neváhal označit za nacistu.

### Francouzské tažení
V čele 7. obrněné divize se Rommel účastnil bitvy o Francii, v níž hrál klíčovou úlohu. Ignoroval rozkazy nadřízených brzdící postup a nabádající k opatrnosti a neustále se pohyboval na čele německého útoku nebo dokonce daleko před ním. Bez váhání pronikal hluboko do nepřátelského území, aniž by měl zajištěné krytí boků nebo týlu a spoléhal se na rychlost svého postupu. Francouzské velení často nemělo tušení, kde se jeho divize nachází a kde udeří (jeho vlastní nadřízení na tom byli někdy stejně), což jeho divizi vyneslo přezdívku „divize duchů“ (fr. la division fantôme, něm. Gespenster-Divisionen), kterou používaly obě strany. Mezi jeho hlavní úspěchy patří rychlé překročení řeky Maasy, bleskové prolomení prodloužení Maginotovy linie (které ovšem ani zdaleka nedosahovalo kvalit hlavní části linie), odražení britského protiútoku u Arrasu a dobytí Cherbourgu. Za své výkony během francouzského tažení obdržel rytířský kříž. Požadavek generála Hotha, aby byl souzen pro neuposlechnutí rozkazů, smetl ze stolu generál Kluge.

### Válka v Africe

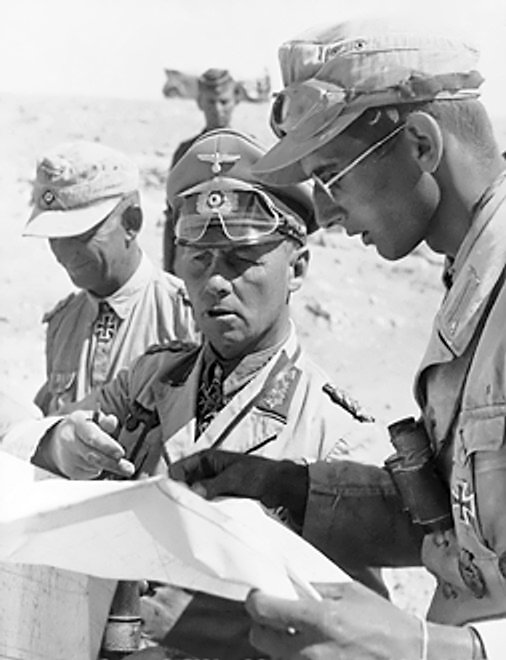
Velitel Afrikakorps, generál Erwin Rommel, 1942

Po obsazení Francie se Rommel stal v lednu 1941 generálporučíkem a v únoru byl pověřen velením Sperrverband Afrika a později Deutsches Afrika Korps (DAK), zprvu podřízeného italským silám v Severní Africe. Jeho úkolem bylo zastavit ústup italských jednotek a držet se aktivní defenzívní taktiky. Tak alespoň zněly rozkazy generálního štábu, ovšem Hitler mu dal podstatně širší mandát. V únoru dorazil do Afriky a v březnu obdržel dubové ratolesti k rytířskému kříži. (Hitler se možná domníval, že má významný podíl na zastavení britské ofenzívy, tu však zastavili Britové sami, aby mohli odeslat síly do Řecka.)
V březnu zahájil Rommel, který stále ještě neměl většinu sil na frontě, naprosto nečekanou ofenzívu. Zaskočil jí své vlastní nadřízené, ale zejména Brity, kteří díky odposlechu radiové korespondence znali instrukce, které Rommel dostal, a byli přesvědčeni, že se jich bude držet. Rommelův úder, vedený poměrně slabými silami, se rozrostl do netušených rozměrů, smetl předsunuté britské síly a jeho postup se zastavil až na hranicích Egypta u průsmyku Halfája.

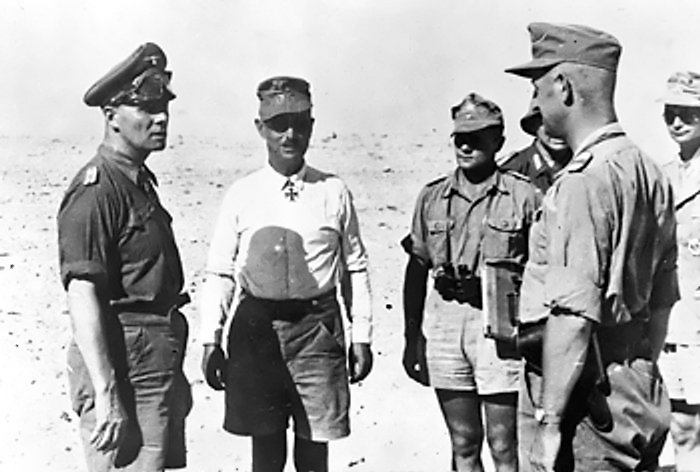
Erwin Rommel na štábní poradě Afrikakorpsu, 1942

Rommel však měl jeden vážný problém. Jeho čelní síly sice byly u hranic Egypta, za nimi však zůstal Tobruk, který Britové urputně drželi. Rommel na něj podnikl několik velmi špatně naplánovaných útoků, které ho bez většího efektu stály mnoho mužů (viz Obléhání Tobruku). Jednak tím ohrozil svoji kariéru, ale zejména si tak způsobil velké potíže, neboť jeho předsunuté jednotky trpěly v důsledku komplikovaného zásobování a Tobruk v britských rukou tento problém velice zhoršoval.
Rommel trochu napravil dojem, když odrazil dva uspěchané a špatně promyšlené pokusy Britů o osvobození Tobruku (operace Brevity a operace Battleaxe). Pro obratnost, s jakou vedl složitý manévrovací boj, se mu dostalo přezdívky pouštní liška. I tuto přezdívku používaly obě strany. Úcta ze strany nepřítele byla ovšem vyvolána nejen Rommelovými schopnostmi, ale také tím, že dodržoval Ženevské konvence a zacházel dobře se zajatci bez ohledu na jejich etnický původ (týkalo se i Židů a obyvatel podrobených národů). V průběhu války několikrát ignoroval instrukce o zacházení se zajatci, které tyto konvence porušovaly, některé rozkazy v tomto směru dokonce před svými vojáky zatajil a spálil. Ani jeho vedení války se však nevyhnulo některým excesům, například se slušným zacházením s důstojníky 3. indické mechanizované brigády, s nimiž se rozdělil o příděl vody pro příslušníky Afrikakorpsu, kontrastuje vyhnání jejích indických příslušníků do pouště.

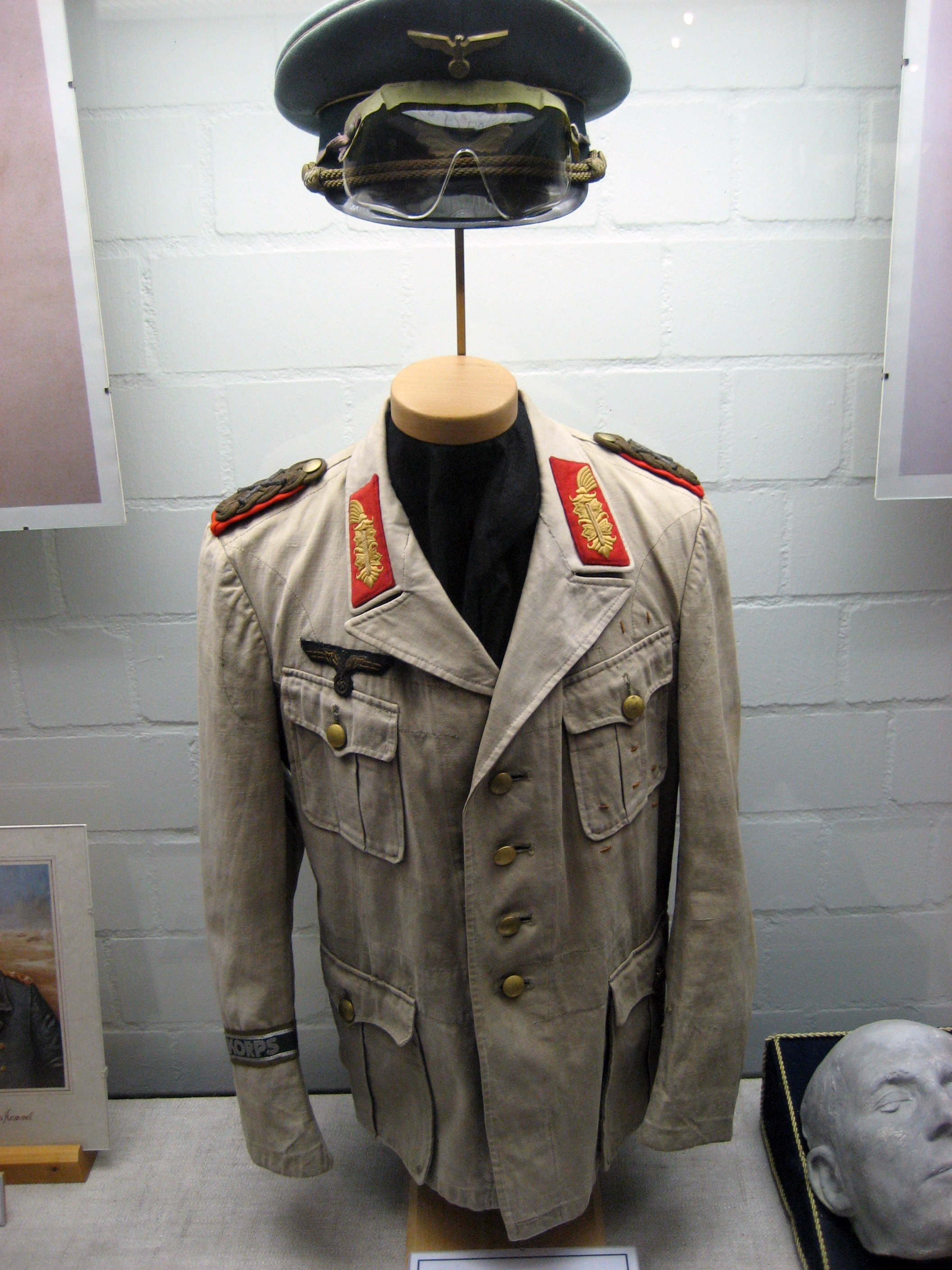
Rommelova africká uniforma generála polního maršála

Rommel opakovaně využíval neschopnosti Britů koncentrovat síly a koordinovat své údery, ovšem nedostatek zásob, dlouhé zásobovací linie a celkově slabší síly ho velice omezovaly. Nakonec musel na přelomu let 1941 a 1942 ustoupit před novou, pečlivěji připravenou ofenzívou (viz operace Crusader). Ztráta Benghází a nutnost vzdát obležení Tobruku představovaly pro Rommela drtivou porážku, nicméně zastavil britský postup u El Agheily a naplno využil blízkosti skladů i posil (včetně několika desítek nových tanků) a zásob, které obdržel.
Britové byli vyčerpáni, jejich logistické trasy se značně prodloužily a část britských sil byla odeslána na Dálný východ, zejména britská 7. obrněná brigáda (odeslána do Barmy). Dopustili se navíc závažné chyby, když příliš rozptýlili jednotky v poušti nově nasazené 1. obrněné divize po velké ploše Kyrenaiky. Rommel, nyní jako velitel Tankové armády Afrika, se rozhodl této příznivé situace využít. O stažení části britských jednotek se dozvěděl prostřednictvím své kvalitní radiové rozvědky odposlouchávající radiový provoz. V souladu s radou náčelníka svého štábu shromáždil síly a sám 21. ledna 1942 zaútočil. Zahnal rozptýlené Brity, dobyl zpět Benghází a stanul před Gazalskou linií. Britové se patrně domnívali, že ho zde zastavili,[zdroj?] ale Rommel v květnu napadl jejich více než dvakrát silnější síly, soustředěné okolo Gazaly k připravované ofenzívě gen. Claude Auchinlecka, a rozdrtil je (viz bitva u Gazaly). Poté dobyl jediným úderem Tobruk nepřipravený k obraně, za což byl obratem povýšen do hodnosti polního maršála, a postoupil až k El Alamejnu, kde však během střetnutí, jež vešlo do dějin jako první bitva u El Alamejnu, jeho unavenou armádu zastavila obrana a následující protiútoky britských sil pod velením generála Auchinlecka. Rommel tak dosáhl nejzazší hranice postupu během svého působení v Africe. Jeho pozice ovšem nebyla nijak skvělá, neboť zásobování jeho jednotek selhávalo kvůli dlouhým logistickým trasám a činnosti nepřítele. To bylo částečně zaviněno i tím, že namísto zastavení postupu na egyptských hranicích, jak bylo původně dohodnuto mezi Hitlerem a Mussolinim během dubnového setkání v Rakousku, po němž mělo následovat vylodění sil Osy na Maltě, jejíž britská posádka narušovala přísun zásob (viz též článek Bitva o Maltu), přesvědčil Rommel po dobytí Tobruku Hitlera, aby souhlasil s dalším postupem jeho vojsk. Nutnost soustředit se na posilování a zásobování vojsk na africkém kontinentu během následujících bojů pak Ose znemožnila plánovanou operaci Herkules.

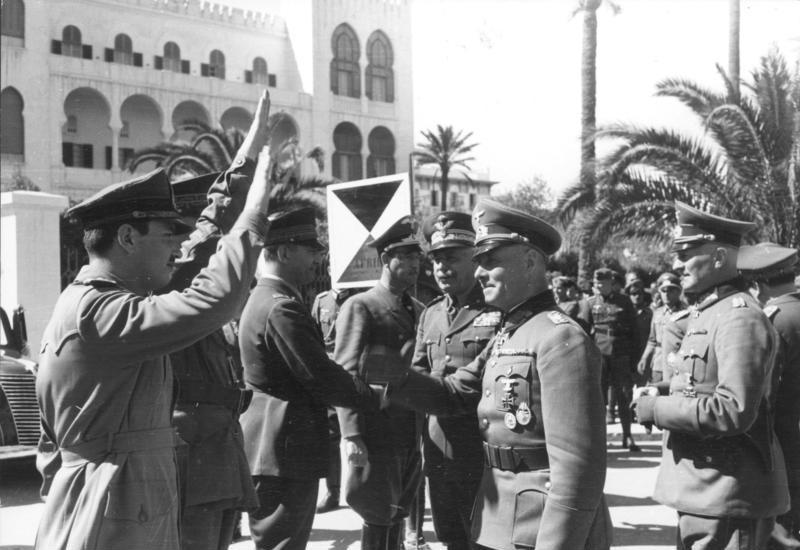
Rommel a italský generál Gariboldi v libyjském Tripolisu

Na přelomu srpna a září 1942 se Rommel opět pokusil o prolomení britských pozic. Dlouho s tímto útokem váhal, neboť se mu nedostávalo zásob benzínu a Rommel a jeho štábní důstojníci nevěřili, že mu ho Luftwaffe a italské námořnictvo dokážou dodat v dostatečném množství, ovšem Kesselring jej ubezpečil, že takové obavy jsou zcela zbytečné a že zásoby včas dostane. Rommelova ofenzíva, částečně naplánovaná za použití ukořistěné britské mapy, jež byla ve skutečnosti zpravodajským oddělením štábu 8. armády úmyslně zanechána v opuštěném obrněném voze, a oblast hřebene Alam Halfa na ní byla v rozporu se skutečností zakreslena jako dobře průjezdná, se už od začátku nerozvíjela nijak dobře. (Montgomery dostal od zpravodajců kompletní plány ofenzívy a zařídil se podle toho.) Definitivní katastrofa přišla v okamžiku, kdy mu začalo docházet palivo a zjistil, že dost dalšího nedostane. Musel proto buď útok ukončit a ustoupit, nebo změnit směr úderu, aby zkrátil trasu postupu. Jeho náčelník štábu současně napsal: „Těžké kobercové nálety RAF zpomalily náš postup na východ a současně odhalily dispozice našich jednotek soustředěným britským obrněným jednotkám, připraveným k okamžité protiakci, což nás přinutilo provést obrat na sever dříve, než jsme plánovali“.
Zvolil si tuto možnost a najel přímo do nejsilněji opevněných pozic Britů na Alam Halfě. Útok skončil katastrofou a Kesselring s Rommelem se navzájem obvinili. Kesselring tvrdil, že Rommel bitvu zbabral, Rommel zase, že Kesselring mu úmyslně neposkytl všechno palivo, které mohl dodat, čímž mu sebral vítězství. Kesselring to zuřivě popíral a tvrdil, že udělal, co mohl, ale nakonec ve svých pamětech přiznal, že skutečně nebylo dodáno všechno palivo, co dodáno být mohlo a mělo – tvrdil však, že se to dozvěděl až po válce a že netuší, proč se tak stalo. Na druhou stranu, poválečné zkoumání záznamů o přepravě paliva do Afriky vedlo k závěru, že slibované množství bylo sice do Afriky dodáno, ale Tanková armáda Afrika spotřebovala větší část, než před bitvou odhadovala, na přepravu zbytku do předních linií.

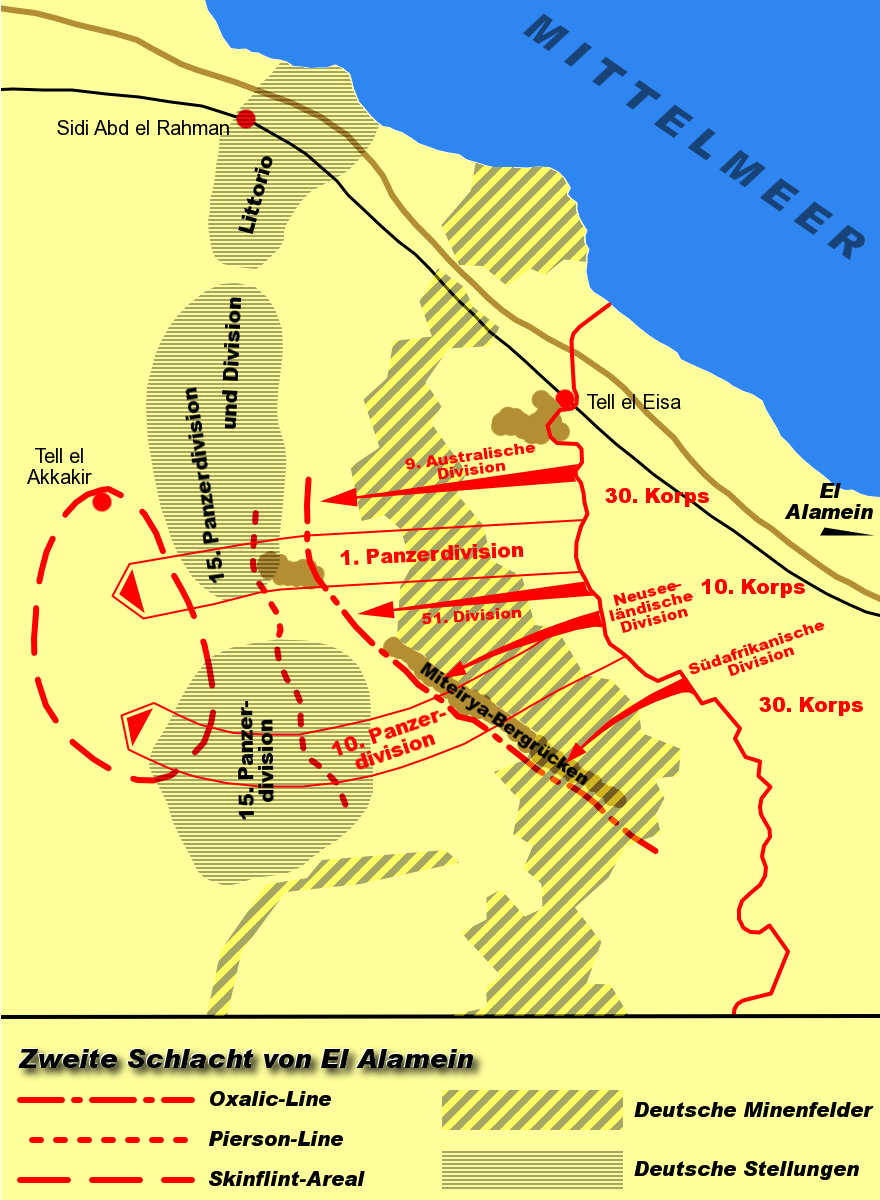
Mapa druhé bitvy u El Alamejnu

Rommel po bitvě o Alam Halfu opustil Afriku kvůli léčení, návštěvě rodiny a převzetí maršálské hole. Vrchní velení v Africe převzal generál Georg Stumme. Za Rommelovy nepřítomnosti, 23. října 1942 zahájila britská vojska pod vedením generála Montgomeryho útok na německé pozice u El Alamejnu. Tato druhá bitva u El Alamejnu byla rozhodující bitvou afrického tažení. Stumme krátce po zahájení bojů během inspekce dostal infarkt, vypadl z auta a zemřel. Rommel se urychleně musel vrátit do Afriky, ale neměl moc šancí na úspěch. Čelil drtivé převaze ve zbraních i lidech a jeho jednotky byly kvůli nedostatku paliva téměř nemobilní. Zoufale zadržoval nepřítele promyšlenými dílčími protiútoky a připravoval se na nevyhnutelný ústup. Když však ústup zahájil a informoval o tom Hitlera, ten mu nařídil držet pozice za jakoukoli cenu. Rommel tedy ústup nejprve zrušil, ale následující den se rozhodl, že jej přesto provede, neboť si byl vědom toho, že setrvat na místě znamená zničení jeho armády.
Rommel poté vedl své jednotky zpět do Tuniska. Byl přesvědčen, že Afrika je ztracena, v čemž jej utvrdilo vylodění amerických vojsk na západ od Tunisu. Opakovaně ignoroval rozkazy nadřízených ohledně držení různých přirozených obranných linií, pro jejichž obranu neměl dle svého přesvědčení dost mužů. Někteří němečtí velitelé a z nich vycházející autoři jej v souvislosti s tím obvinili z poraženectví (např. Hitler, Kesselring či David Irving) ovšem jiní autoři (např. Young i Remy) vyjadřují názor, že to byla naprosto přesná strategická diagnóza a naopak označují Rommelův ústup za jednu z nejbrilantnějších operací, jaká se Rommelovi povedla.
Rommel ještě svedl v Africe jednu větší vítěznou bitvu v průsmyku Kaserín, tentokrát proti Američanům, ale věděl, že je to jeho labutí píseň. Zoufale prosil Hitlera, aby evakuoval jeho muže z Afriky, ale ten trval na tom, že Tuniské předmostí je třeba udržet a naopak posílal tam stále další muže. Již za bezprostřední hrozby pádu Severní Afriky opustil na vlastní žádost 9. března 1943 Severní Afriku. Oficiálně kvůli léčení, šlo mu však i o to setkat se s Hitlerem a naposledy se jej pokusit přesvědčit k evakuaci jeho armády (kterou převzal Hans-Jürgen von Arnim). Podle vlastního tvrzení poté, co Hitler evakuaci odmítl, žádal o návrat do Afriky, ale nebylo mu to povoleno. Jelikož však šlo o soukromý rozhovor s Hitlerem, neexistují o této žádosti úřední záznamy. Což je trochu zvláštní, jelikož podezřívavý Hitler nechával stenografovat všechny rozhovory se svými vojevůdci.

### Itálie
Po krátkém zotavování byl Rommel v čele štábu skupiny armád „B“ pověřen přípravou akcí proti Itálii pro případ, že by Itálie přešla na stranu nepřítele. Plánovalo se, že bude určen za vrchního velitele německých jednotek v Itálii, ale Hitler s tímto jmenováním váhal, částečně i díky odporu Göringa, kterého k tomu dovedl Kesselring, kterého možnost, že by měl být podřízen Rommelovi, nijak netěšila. 23. července 1943 byl Rommel pověřen funkcí vrchního velitele v Řecku, ale sotva tam dorazil, byl okamžitě povolán zpět, neboť v Itálii byl Mussolini svržen a uvězněn. Hitler nařídil připravit vše k okamžitému provedení operace Alarich (obsazení Itálie), přestože jej Itálie ujistila, že pokračuje ve válce. Nevěřil jí oprávněně – Itálie již jednala se Spojenci.
Akce Alarich byla zahájena poté, co byl odposlechnut rozhovor mezi Churchillem a Rooseveltem, kteří hovořili o příměří s Itálií. Rommel bez boje (v podstatě lstí a pod záminkou války se Spojenci) obsadil severní Itálii a připravoval se na spojenecké vylodění a převzetí klíčových obranných pozic a zařízení bezprostředně poté, co Itálie odpadne. Operace Osa byla zahájena ihned po vyhlášení příměří, 8. září 1943, 5 dnů po spojeneckém vylodění na Apeninském poloostrově. Krátce poté byl osvobozen Mussolini a jelikož Kesselring udržel linii na jihu Itálie, rozhodl se Hitler, že není nutné sjednocovat síly v Itálii pod velením Rommela, který zatím zpacifikoval severní část bývalého spojence. Rommel se snažil zacházet se zajatci a civilisty korektně. Vydal však též sporný rozkaz, který vybízí vojáky k tvrdosti vůči Italům, kteří budou proti Němcům bojovat, s tím, že kdo proti Němcům pozdvihne zbraň, vzdal se tím práva na jakoukoli milost (na druhé straně neobsahuje žádnou výzvu k nezákonnému jednání[zdroj?]). Za rozkaz obdobného obsahu, jejž vydal v jižní Itálii, byl po válce maršál Kesselring odsouzen k patnácti letům odnětí svobody.
Rommel začal být brzy nepohodlný: Jednak kritizoval zřízení hlavních obranných pozic v jižní Itálii z obavy, že se Spojenci mohou vylodit severněji a odříznout tak bojující jednotky (pokus o realizaci této vynikající myšlenky Spojenci ukázkovým způsobem pokazili při vylodění u Anzia), jednak požadoval prošetření zločinů SS, zejména pak masové vraždy Židů u Lago Maggiore. V říjnu se Hitler rozhodl, že Rommel se vrchním velitelem v Itálii nestane. Dne 14. října berlínský rozhlas oznámil, že polní maršál Erwin Rommel je pověřen velením operací proti jugoslávským partyzánům. Svůj nový štáb v Dalmácii nicméně Rommel záhy opustil. Na počátku listopadu pak Hitler rozhodl, že z něj udělá inspektora opevňovacích prací na francouzském pobřeží. Jeho hlavním úkolem měl být dozor nad stavbou Atlantického valu.

### Francie

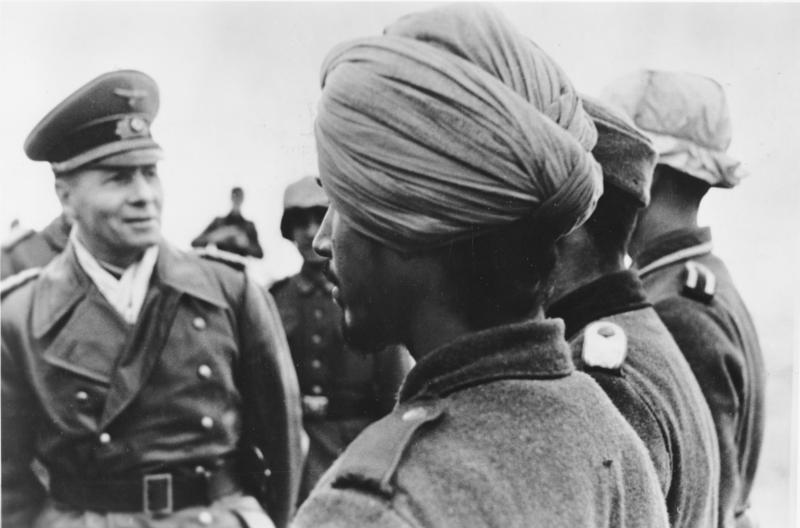
Rommel na inspekci Indické dobrovolnické legie Waffen-SS ve Francii, 1944

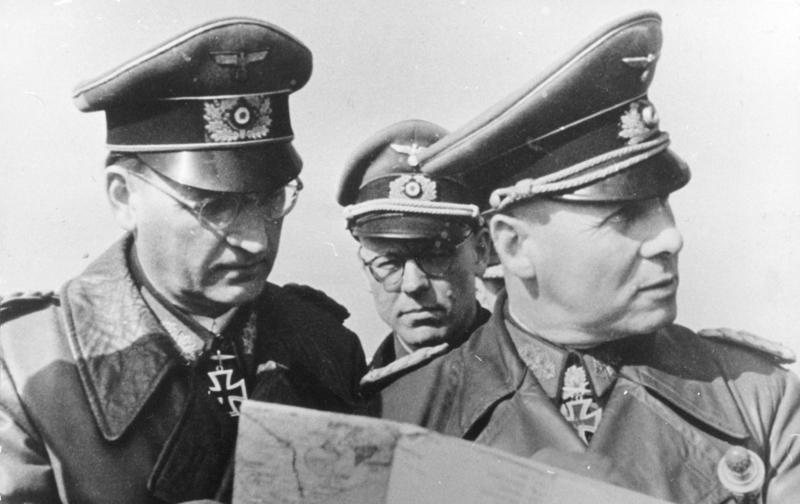
Erwin Rommel (vpravo) s generálporučík Hansem Speidelem (vlevo) při inspekci Atlantického valu (Pas de Calais, 18. dubna 1944)

5. listopadu 1943 byl Rommel pověřen úkolem dohlížet na budování obranného Atlantického valu a 15. ledna 1944 se stal velitelem skupiny armád „B“, jež nyní zahrnovala 7. a 15. armádu čelící spojenecké invazi na pobřeží Francie. Pod jeho dohledem došlo k výraznému zvýšení intenzity budování opevnění a Rommel osobně vytvořil několik druhů zábran, zátarasů a min, které začaly být rozmisťovány na pobřeží. Jeho práce však narážela na početní a kvalifikační nedostatky u jednotek, které měly val budovat a na nedostatek materiálu. I z těchto důvodů byl val při spojenecké invazi ještě daleko před dokončením a neplnil svou úlohu tak, jak se předpokládalo.
Ve Francii se též prohloubily spory Rommela s dalšími vysokými důstojníky německé armády. S vrchním velitelem ve Francii, maršálem Rundstedtem si příliš do noty nesedl – jejich spory se postupem času spíše prohlubovaly. Rundstedt Rommelem pohrdal a prohlašoval o něm, že není nic než velitel divize, Rommel byl zase Rundstedtem znechucen a považoval ho za zlomeného a vyčerpaného člověka, který už pouze čeká na porážku.

#### Jak čelit invazi?

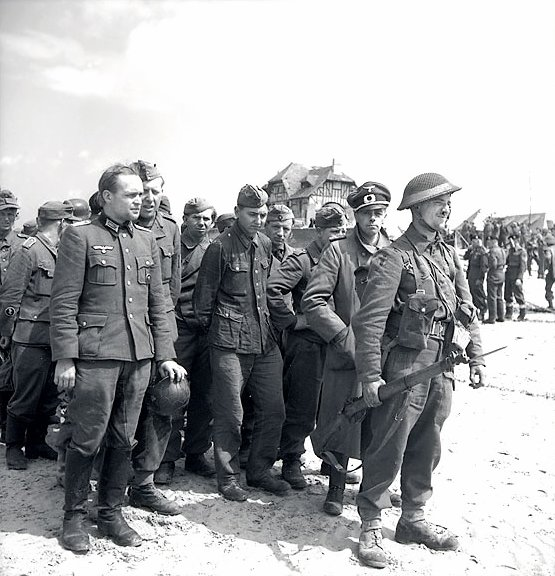
Němečtí zajatci a kanadský voják na pláži „Juno“

Spory Rundstedta a Rommela vygradovaly v okamžiku, kdy oba přišli s diametrálně odlišnými představami, jak čelit očekávané spojenecké invazi. Rundstedt a Leo Geyr von Schweppenburg navrhovali klasické schéma: koncentraci hlavních tankových sil ve vnitrozemí, které by po vylodění zaútočily a smetly spojenecká předmostí. Dalším důvodem pro tento postup bylo, že nechtěli vystavovat své cenné jednotky palbě těžkých hladinových lodí.
Rommel varoval své oponenty, že až dojde k vylodění, nepřátelské letectvo znemožní jakékoliv denní přesuny techniky a že jejich pancéřové svazy budou muset projít jatkami, než se vůbec k plážím dostanou (dostanou-li se tam), a trval na umístění mobilních záloh co nejblíž invazním plážím pro odražení útoku menšího rozsahu, neboť podle něj pouze odražení invaze malého rozsahu již při vyloďování dávalo šanci na úspěch. Současně požadoval umístění mobilních záloh o šesti až osmi tankových anebo mechanizovaných divizích v okolí Paříže, která měla, v případě rozsáhlejšího vylodění Spojenců, po ústupu německých vojsk od pobřeží provést protiútok proti vyloděným spojeneckým silám. Tuto zálohu mu OKW slíbilo, ale neposkytlo.
Mezi zastánci obou teorií se rozpoutal zuřivý boj a intrikaření. Jeho pro Třetí říši tragickým vyústěním bylo Hitlerovo rozhodnutí, kdy zvolil naprosto nevhodný kompromis mezi oběma přístupy a navíc omezil pravomoce Rundstedta a Rommela ohledně disponování klíčovými jednotkami.

#### Vylodění
Dne 19. března 1944 podepsal spolu s ostatními polními maršály prohlášení věrnosti vůdci. Během vylodění 6. června 1944 byl Rommel na návštěvě své rodiny v zázemí, takže nemohl přímo zasáhnout do bojů. Při jedné z cest nedaleko fronty byl 17. července 1944 jeho automobil napaden britskou stíhačkou. Rommel utrpěl četná těžká zranění, mimo jiné několikanásobnou frakturu lebky, poranění oka a otřes mozku. Není zcela jasné, který spojenecký pilot útok provedl, za nejpravděpodobnějšího z celé řady kandidátů je považován Flight Lieutenant kanadského letectva Charles Fox.

### Atentát na Hitlera
Během Rommelovy rekonvalescence, po atentátu na Adolfa Hitlera dne 20. července 1944, však bylo zjištěno, že náčelník štábu skupiny armád „B“ generál Dr. Hans Speidel byl účastníkem spiknutí proti Adolfu Hitlerovi, a během třetího výslechu jiného účastníka spiknutí, plk. Hofackera, na gestapu vyšlo najevo, že během července spolu jednou mluvili o nutnosti politického řešení války. Adolf Hitler, podporován ve svých obavách tajemníkem NSDAP Martinem Bormannem, pojal podezření, že i Rommel byl účastníkem spiknutí. Maximum, jež mu bylo možné prokázat, je fakt, že o svém obecně vedeném rozhovoru s plk. Hofackerem, v němž se Hofacker nejspíše nezmínil, jaké politické řešení by mělo být přijato, neinformoval své nadřízené. Avšak skutečnost, že nepozoroval a neoznámil zapojení generála Hanse Speidela do odboje, mu značně přitížila. Současně se snažil H. Speidela zachránit před trestním stíháním a žádal o osobní setkání s Hitlerem.

### Smrt

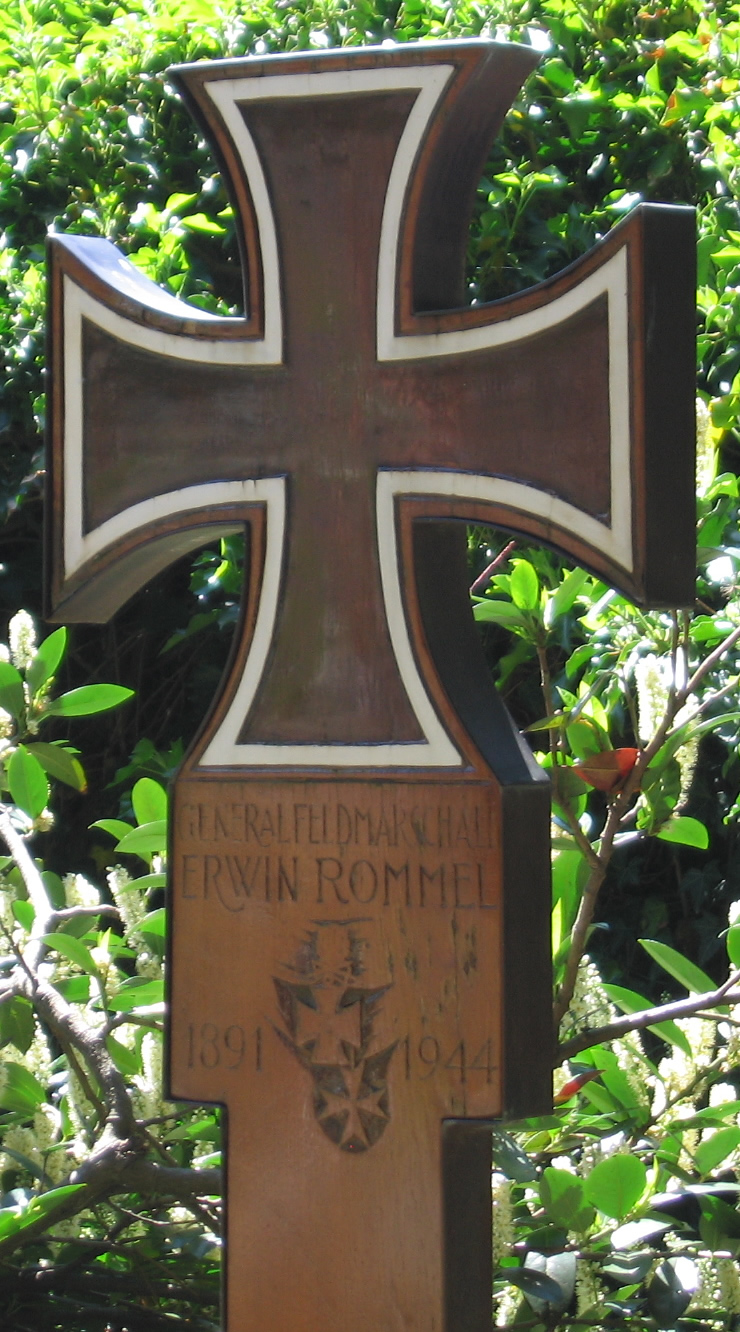
Rommelův hrob

Hitler, přesvědčený, že byl součástí spiknutí, mu namísto toho poslal své pobočníky, generálporučíka Wilhelma Burgdorfa a generálmajora Ernsta Maisela, kteří mu dali na výběr buď soudní řízení pro velezradu, nebo spáchání sebevraždy, jímž by se procesu vyhnul. Aby zabránil negativním dopadům na rodinu, byl-li by odsouzen pro velezradu, spáchal 14. října 1944 sebevraždu kyanidovou kapslí. Oficiálně byl za příčinu smrti označen infarkt způsobený následky zranění ze dne 17. července 1944 a Rommelovi byl vypraven státní pohřeb. Pohřben byl žehem, aby se německá vláda vyhnula případnému pozdějšímu obvinění z travičství.

## Rommel jako vojevůdce

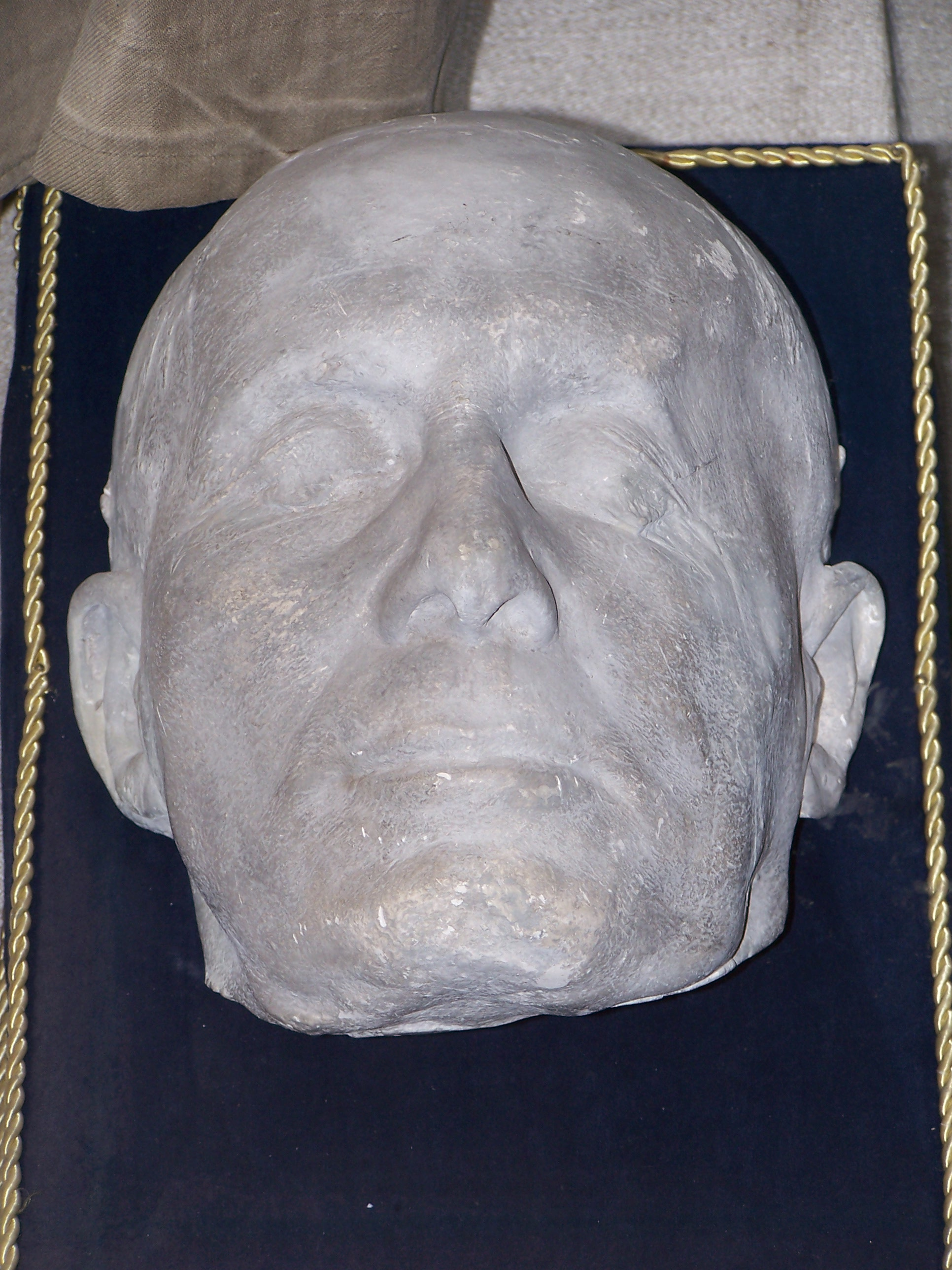
Rommelova posmrtná maska

Rommel je obecně považován za jednoho z nejschopnějších taktiků druhé světové války a je řazen mezi nejlepší tankové velitele všech dob. Mnohem rozporuplnější je však jeho hodnocení jakožto stratéga.
Vysoce nepříznivé zhodnocení jeho strategických schopností pochází zejména z pera řady vysokých německých důstojníků, kteří často zdůrazňují, že nikdy neměl být ničím víc, než velitelem divize. Kritizovali jeho vzestup, který byl podle nich zapříčiněn spíše propagandou a dobrými vztahy s Goebbelsem a Hitlerem, než bojovými výsledky, a nedostatek vyššího vojenského vzdělání, který se podle nich nejvíce projevoval v neschopnosti uznat vzrůstající důležitost logistických omezení pro vedení válečných operací. Těžce také nesli fakt, že je Rommel, dokud byl ve vůdcově přízni, opakovaně obcházel a jednal přímo s ním.
Jeho spolupracovníky i nadřízenými byly opakovaně kritizovány jeho časté pobyty v přední linii, sice povzbuzující morálku jednotek, ale vzhledem k omezeným možnostem spojení často znemožňující efektivní komunikaci mezi ním a jeho štábem, a tím i velení. Řada důležitých rozhodnutí v rámci Rommelových bitev v poušti tak byla dílem jeho podřízených jednajících z vlastní iniciativy. Kritizován byl též za neschopnost a neochotu kooperovat s jinými jednotkami a veliteli a pro ignorování a obcházení rozkazů nadřízených.
Mnozí jiní autoři[kdo?] však poukazují na výraznou osobní zaujatost Rommelových největších kritiků z řad vysokých německých velitelů, jako byli Halder, Kesselring a Rundstedt, a na to, že v některých případech dotyční též ve své kritice svrhávali na Rommela vlastní chyby. Například Kesselring měl velký podíl na Rommelové porážce v bitvě o Alam Halfu (viz stať Válka v Africe) a Rundstedt se zase s Rommelem střetl v zuřivém sporu ohledně toho, jakou strategii zvolit proti očekávané spojenecké invazi. Například brigadier Desmond Young ve své knize o Rommelovi v některých dílčích případech vysoce hodnotí Rommelův strategický úsudek, zejména pokud šlo o jeho názor, jak nejlépe čelit spojenecké invazi a jaký bude dopad vzdušné převahy spojenců na operace německých jednotek.
Jednoznačný obraz Rommelových strategických schopností nepodal ani spor o to, jak čelit vylodění v Normandii. Rommel správně odhadl zničující následky spojenecké vzdušné převahy, které předem rozvrátily jakýkoliv pokus o koordinovaný útok větších rozměrů. Nejinak by tomu bylo při plném uskutečnění Rundstedtova plánu. Ani Rommelův plán by však podle odborníků[kdo?] šanci na vítězství nepřinesl, vylodění by za stávajícího poměru sil odrazit nešlo. Pravdu tak měly obě strany, když tvrdily, že konkurenční plán nemůže uspět. Mezi historiky tak alespoň panuje shoda, že Hitlerem vytvořený kompromis byl tou nejhorší možnou variantou, kterou navíc doprovázelo omezení pravomocí obou velitelů.[zdroj?]

## Služební chronologie

### Do konce první světové války
- 19. července 1910: vstupuje v hodnosti fahnenjunker (kadet) do 6. württemberského pěšího pluku König Wilhelm I. č. 124 ve Weingartenu.
- březen-listopad 1911: navštěvuje důstojnickou školu v Gdaňsku.
- leden 1912: povýšen na poručíka (leutnant), 7. rota 124. pěšího pluku, výcvik odvedenců.
- 1. března 1914: přidělen k 49. dělostřeleckému pluku v Ulmu, dělostřelecký výcvik.
- 1. srpna 1914 – návrat k 124. pěšímu pluku, velitel čety na západní frontě.
- červenec 1915: povýšen na nadporučíka.
- říjen 1915: velitel pěší roty u Württemberského horského praporu, Alpenkorps.
- od ledna 1918 do října 1918: funkce ve štábu na generálním velitelství č. LXIV.
- říjen 1918: povýšen na kapitána se vrací k pěšímu pluku č. 124.

### Meziválečné období
- březen 1919: velí zabezpečovací rotě 32, Friedrichshafen.
- 1. října 1920: velitel střelecké roty pěšího pluku č. 13 Reichswehru.
- 1. října 1929: Pěchotní škola v Drážďanech, instruktor.
- 1. října 1933: přebírá velení III. praporu pěšího pluku č. 17 v Goslaru, major.
- 15. 10. 1935 instruktor na pěchotní škole v Postupimi, podplukovník.
- v září 1936 zabezpečuje vojenský doprovod Adolfa Hitlera na sjezdu NSDAP v Norimberku.
- únor 1937: styčný důstojník mezi armádou a vedením Hitlerjugend, zajišťuje koordinaci předvojenského výcviku příslušníků této nacistické organisace, povýšen na plukovníka.
- 30. září 1938: velitel Vůdcova doprovodného praporu (Führerbegleitbataillon).
- 10. listopad 1938: velitel Vojenské školy (Kriegsschule) ve Vídeňském Novém Městě, Rakousko.
- 15. 3. 1939 – 22. 3. 1939: dočasně velí Vůdcovu doprovodnému praporu při obsazování Prahy a Memelu.

### Druhá světová válka
- září 1939: velí ozbrojenému doprovodu Vůdcova hlavního stanu, povýšen na generálmajora (již od 22. srpna 1939).
- 7. února 1940: velení 7. obrněné divize
- leden 1941: generálporučík
- 6. února: pověřen velením německých sil v severní Africe (Afrikakorpsu)
- 21. srpna 1941: povýšen na generála tankových vojsk (General der panzertruppen) a jmenován velitelem Tankové skupiny Afrika
- 29. ledna 1942: povýšen na generálplukovníka
- 22. června 1942: povýšen do hodnosti generála-polního maršála
- 23. února 1942: jmenován velitelem Skupiny armád Afrika (do 9. března 1943, kdy je vystřídán generálem von Arnimem)
- 26. července 1943: pověřen převzetím velitelství Skupiny armád B, s velitelstvím v Mnichově
- 15. srpna 1943: velitelství Skupiny armád B přesunuto do severní Itálie, vrchní velitel německých sil v severní Itálii
- listopad 1943: s velitelstvím Skupiny armád B pověřen inspekcí příprav obrany proti spojenecké invazi do západní Evropy
- 15. ledna 1944: velení skupiny armád B podřízena 7. a 15. armáda na pobřeží severní Francie a Belgie (do 17. července, kdy ho po zranění nahrazuje generál-polní maršál Günther von Kluge)
- 18. října 1944 státní pohřeb v Ulmu

## Slavné citáty
- „Führer ví, co je pro nás dobré.“ (dopis manželce, 31. srpen 1939)[16]
- „Úplně mi stačí, když je se mnou Vůdce spokojený.“ (k manželce, září 1939)[23]
- „Půjdu tak daleko jak jen to bude možné. Mám málo paliva a vody, ale v tomto ovzduší úspěchu vojáci nežádají pití a dokonce ani spánek. Chtějí pouze jít dál. Nyní dosáhnu El Alameinu, ale cíli jsou Alexandrie, Káhira, údolí Nilu... Pokud bude tanková armáda schopna projít úžinou u El Alameinu, čemuž věřím, 30. června budeme v Káhiře. Počkám tam na vás, tam si budeme moct promluvit ve větším pohodlí.“ (26. června 1942, Sidi Barrani, rozhovor s Kesselringem a Cavallerem, zaznamenaný Rommelovým pobočníkem[16])
- „Kdyby úspěch závisel, tak jako v minulých časech, na síle vůle mých mužů a jejich důstojníků, překonali bychom Alamein. Ale vyschly zdroje našich zásob, díky lenosti a zmatkářství zásobovacích důstojníků na pevnině.“ (vysvětlení porážky v první bitvě u El Alameinu)[24]
- „Věřte mi, Langu, prvních dvacet čtyři hodin invaze je rozhodujících. Pro Spojence i pro Německo to bude ten nejdelší den.“ (k pobočníkovi, květen 1944)[26]
- „Ale Vůdce mi důvěřuje a to mi stačí.“ (květen 1944, dopis manželce)[27]

## Vyznamenání
- Železný kříž, II. třídy, 1914
- Železný kříž, I. třídy, 1915
- Vojenský záslužný řád, rytíř, 1915
- Pour le Mérite, 1917
- Kříž cti , 1934
- Železný kříž, II. třídy, 1940
- Železný kříž, I. třídy, 1940
- Rytířský kříž Železného kříže
- Rytířský kříž Železného kříže, s dubovou ratolesti, desátý držitel, 1940
- Rytířský kříž Železného kříže, s dubovou ratolesti a s meči, šestý držitel, 1940
- Ordine militare di Savoia[28], velkodůstojník, 1942
- Rytířský kříž Železného kříže, s dubovou ratolesti, s meči a brilianty, šestý držitel, 1943
- Medaille zur Erinnerung an die Heimkehr des Memellandes[29]
- Služební vyznamenání Wehrmachtu, za dlouholetou službu 4 roky
- Služební vyznamenání Wehrmachtu, za dlouholetou službu 12 let
- Služební vyznamenání Wehrmachtu, za dlouholetou službu 18 let
- Služební vyznamenání Wehrmachtu, za dlouholetou službu 25 let
- Vojenský záslužný kříž, III. třída